# Podgórze, Hạt Myślibórz
Podgórze [pɔdˈɡuʐɛ] là một ngôi làng Ba Lan trong khu hành chính Gmina Barlinek. Quận này là một phần của Hạt Myślibórz, và quận là một phần của Voivodeship Tây Pomeranian được tìm thấy ở phía tây bắc Ba Lan. Nó nằm khoảng 9 kilômét (6 mi) phía tây nam Barlinek, 15 km (9 mi) phía đông Myślibórz và 61 km (38 mi) về phía đông nam của thủ đô khu vực Szczecin.
Trước năm 1945, khu vực này là một phần của Đức. Vui lòng xem Lịch sử của Pomerania để tìm hiểu thêm về quá khứ của khu vực.